# Robert Lindsay Graeme Ritchie
Robert Lindsay Graeme Ritchie  (* 16. November 1880 in Glasgow; † 10. April 1954 in Exmouth (Devon)) war ein schottischer Romanist und Mediävist.

## Leben
Ritchie studierte (bei dem 1884 in Straßburg promovierten Wilhelm Scholle) an der Universität Aberdeen (Abschluss 1904), dann in Straßburg und von 1904 bis 1908 in Paris  an der Sorbonne und an der École pratique des hautes études bei Ferdinand Brunot, Antoine Thomas, Joseph Bédier und vor allem Mario Roques. Er wurde dort 1907 promoviert mit der Arbeit Recherches sur la syntaxe de la conjonction "que" dans l'ancien français depuis les origines de la langue jusqu'au commencement du XIIIe siècle (Paris, Champion, 1907). Er lehrte von 1909 bis 1919 als Lecturer an der Universität Edinburgh, von 1919 bis 1946 als Professor an der Universität Birmingham und ab 1946 am University College Exeter, der Vorstufe zur offiziell 1955 gegründeten Universität Exeter.

## Werke (Auswahl)
- (Hrsg.) John  Barbour, The Buik of Alexander or the buik of the most noble and valiant conquerour  Alexander the Grit, 4 Bde., Edinburgh, Blackwood, 1921–1929 (siehe: http://www.arlima.net/il/john_barbour.html).
  - 2.1. Eustache von Kent, Li Fuerres de Gadres (siehe: http://www.arlima.net/eh/eustache.html)
  - 2.2 Jacques de Longuyon, Les Vœux du Paon (siehe: http://www.arlima.net/il/jacques_de_longuyon.html)
- The Normans in Scotland, Cambridge, The University Press, 1954.

### Lehrmaterialien (Auswahl)
- (Hrsg.) Voltaire, London/New York, T. Nelson, 1927.
- (Hrsg.) A first book of French poetry, London/New York, T. Nelson, 1927.
  - A Second book of French poetry, London/New York, T. Nelson, 1927.
  - A Third book of French poetry, London/New York, T. Nelson, 1929.
- (Hrsg.) Anatole France, London/New York, T. Nelson, 1928.
- Nelson's French grammar, London, Nelson, 1936.
- (Hrsg.) France. A companion to French studies, London, Methuen, 1937.